# Urdume
Nos princípios da tecelagem artesanal, dois termos eram muito utilizados. Embora em desuso após a fiação industrial, são ricos em analogia com a vida humana. São eles, a trama e a urdidura. Quem possui habilidade com a arte do tear na confecção de peças como vestimentas, acessórios, cortinas, redes, cobertores e tapeçarias sabe lidar com uma infinidade decorativa de beleza ímpar. 
Essas duas estruturas são essenciais. A urdidura é o conjunto de fios do mesmo tamanho posicionados longitudinalmente ao longo do tear. E a trama é formada pelas linhas dispostas transversalmente que transitam com liberdade por entre os fios da urdidura através de uma agulha, formando o tecido de forma simples ou com belas gravuras conforme a criatividade de tecelão.

A urdidura fica numa posição fixa como base para que se estabeleça a criatividade da trama que delineia no horizonte, caracterizando desenhos concebidos pelo artesão. Paisagens, aves, nuvens, riachos, estações, gravuras, figuras humanas, tudo é possível quando a trama é lançada perpassando as trilhas da urdidura. Não há limites no mundo das formas quando há convergência entre a uma e outra.A trama é o fio que corre por cima e por baixo, sempre entre o conjunto de fios de urdidura. Ela percorre as mais variadas posições para formar o tecido.

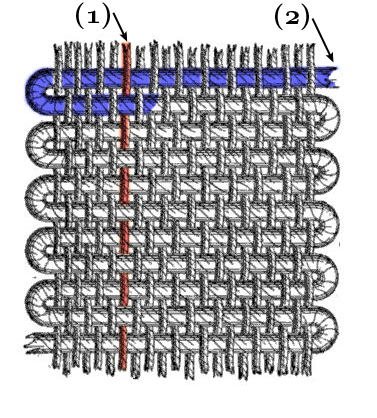
Fio de Urdidura (1) Fio de Trama (2)

Os fios de urdidura (também designados urdume, urdimento, caderia elevatória, o antigo nome caído em desuso estaleiro) são os fios que são esticados longitudinalmente em um tear na tecelagem. No tecido acabado e pronto estes fios ficam situados em paralelo à ourela, enquanto que os fios de trama correm transversalmente a estes.
Os fios de urdidura na preparação do processo específico da tecelagem são
- urdidos em secções[nota 2] e então enrolados[nota 3] no rolo de urdidura, isto é, são bobinados no chamado rolo de urdidura,[nota 4] um cilindro no tear
- ou urdidos directamente[nota 5] sobre o rolo, engomados[nota 6] e seguidamente reunidos vários lotes de urdume em um rolo de urdidura.

Cada fio de urdidura individualmente deve ser guiado através de um liço ou através de um pente de tecelagem antes que este possa ser atado no chamado cilindro de tecido do tear. Durante a tecedura o tecido que é bobinado no rolo de tecido cilíndrico cresce através da inserção de fios de trama no ângulo direito aos fios de trama.
O modo como os fios de urdidura são postos por ordem através dos liços nos diferentes quadros de liços, define o ligamento do tecido. Os fios de urdidura são levantados ou baixados de modos distintos para formar a cala. Fala-se de uma subida da urdidura sempre que o fio de urdidura se situe no lado direito (superior) do tecido por cima do fio de trama ou de uma descida de urdidura, sempre que o mesmo se situe por baixo do fio de trama.
Fios de urdidura são interrompidos através da formação de cala por cargas mecânicas mais elevadas como fios de trama, por isso eles são tratados suplementarmente com goma para evitar rotura de fio e forte fricção. Em regra o fio de urdidura é mais fino do que o fio de trama.

O uso de fios de urdidura e ou de trama tintos proporcionam amostras coloridas, fala-se então de tecido de cores.

Na confecção de artigos têxteis as peças individuais em regra são cortadas do tecido de modo que o seu lado mais comprido siga o sentido da urdidura.

## O fio de urdidura

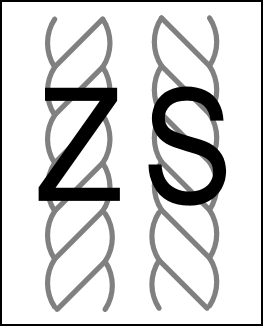
Torção em "Z" para a esquerda - em "S" para a direita

O fio de urdidura é um fio formado por fibras têxteis, o qual é obtido em processo de fiação na indústria têxtil.
Dentro do processo de fiação há uma fase que é a torção do fio que pode ser, entre outras, em Z ou em S. A direcção de torcedura faz com que os fios fiquem semelhantes às nossas mãos, direita e esquerda: cada qual ao inverso uma da outra.
Nos tempos iniciais da fiação industrial, as fibras mais usadas eram de lã, linho ou seda. Estas fibras produziam um fio suficientemente forte para serem mantidos sob tensão como um fio apto para se empregar em urdidura da tecelagem industrial. A evolução tecnológica de fiação durante a Revolução Industrial tornou possível fazer fios de algodão com resistência suficiente para serem utilizados como fios de urdidura na tecelagem industrial. Mais tarde em tempos mais recentes passaram a ser empregadas também fibras químicas: artificiais ou sintéticas como o nylon e o rayon.
A trama é o fio que corre por cima e por baixo num vaivém, chamado lançadeira na tecelagem industrial e naveta na tecelagem artesanal, sempre entre os fios do conjunto de fios de urdidura para formar assim a tela, chamada também tecido ou pano.

## Glossário
1. urdume s.m. o mesmo que urdidura (de urdir + sufixo nominal -ume) in Dicionário da Língua Portuguesa, Porto Editora, 6.ª edição 1986 – Infopedia: urdidura s.m. – 1. acto ou efeito de urdir - 2. conjunto dos fios ao longo do tear, por entre os quais se passa a trama  (De urdir + -dura).
2. urdir v.tr.  dispor a urdidura no tear (Do latim *ordīre, por ordīri, urdir; começar a tecer) urdir in Infopédia [Em linha]. Porto: Porto Editora, 2003-2014. [Consult. 2014-04-15]. Disponível na www: <URL: http://www.infopedia.pt/lingua-portuguesa/urdir>.
3. ourela s.f. margem; beira; orla; guarnição; cercadura. (Do lat. vulg. *orella-, por orŭla-, dimin. de ora-, «beira») in Dicionário da Língua Portuguesa, Porto Editora, 6.ª edição 1986 – Infopedia: ourela in Infopédia [Em linha]. Porto: Porto Editora, 2003-2014. [Consult. 2014-04-16]. Disponível na www: <URL: https://www.infopedia.pt/pesquisa-global/ourela>.
4. liço s.m. cada um dos fios, entre dois liçaróis, através dos quais passa a urdidura do tear. (Do lat. liciu-, «id.») – liçarol s.m. cada uma das travessas que seguram os liços (De liça) – liça s.f. [3] peça de máquina de tecidos, em forma de pente, para levantar os fios (De liço). Todos in Dicionário da Língua Portuguesa, Porto Editora, 6.ª edição 1986 – Infopedia.
5. tecedura s.f. operação de tecer; conjunto dos fios que atravessam a urdidura. (De tecer + sufixo nominal -dura); tecer v. tr. fazer obra de tear; v. intr. fazer teia. (Do lat. texěre, «idem»); teia s.f. tecido ou pano feito em tear. (Do latim těla, «idem»); tear, s.m. maquinismo para tecer. (Do lat. vulg. *teläre, de tela, «teia») in Dicionário da Língua Portuguesa, Porto Editora, 6.ª edição 1986.
6. bobina, s.f. cilindro de madeira com rebordo no qual se enrolam os fios da tecedura; bobinado part. pas. de bobinar, v. tr. enrolar em bobina. (Do francês bobiner, «idem»); torcedura s.f. acto ou efeito de torcer. (De torcer + -dura) in Dicionário da Língua Portuguesa, Porto Editora, 6.ª edição 1986.